# La Clusaz
La Clusaz (Savoyaards: La Cllusa) is een gemeente in het Franse departement Haute-Savoie (regio Auvergne-Rhône-Alpes). De gemeente ligt in de Aravis, een langgerekte bergketen en aan de voet van de Col des Aravis. Het dorp ligt aan het rivertje Nom, een zijrivier van de Fier. De gemeente telde 1.663 inwoners op 1 januari 2022 en maakt deel uit van het arrondissement Annecy.

## Geografie
De oppervlakte van La Clusaz bedroeg op 1 januari 2022 40,62 vierkante kilometer; de bevolkingsdichtheid was toen 40,9 inwoners per km².

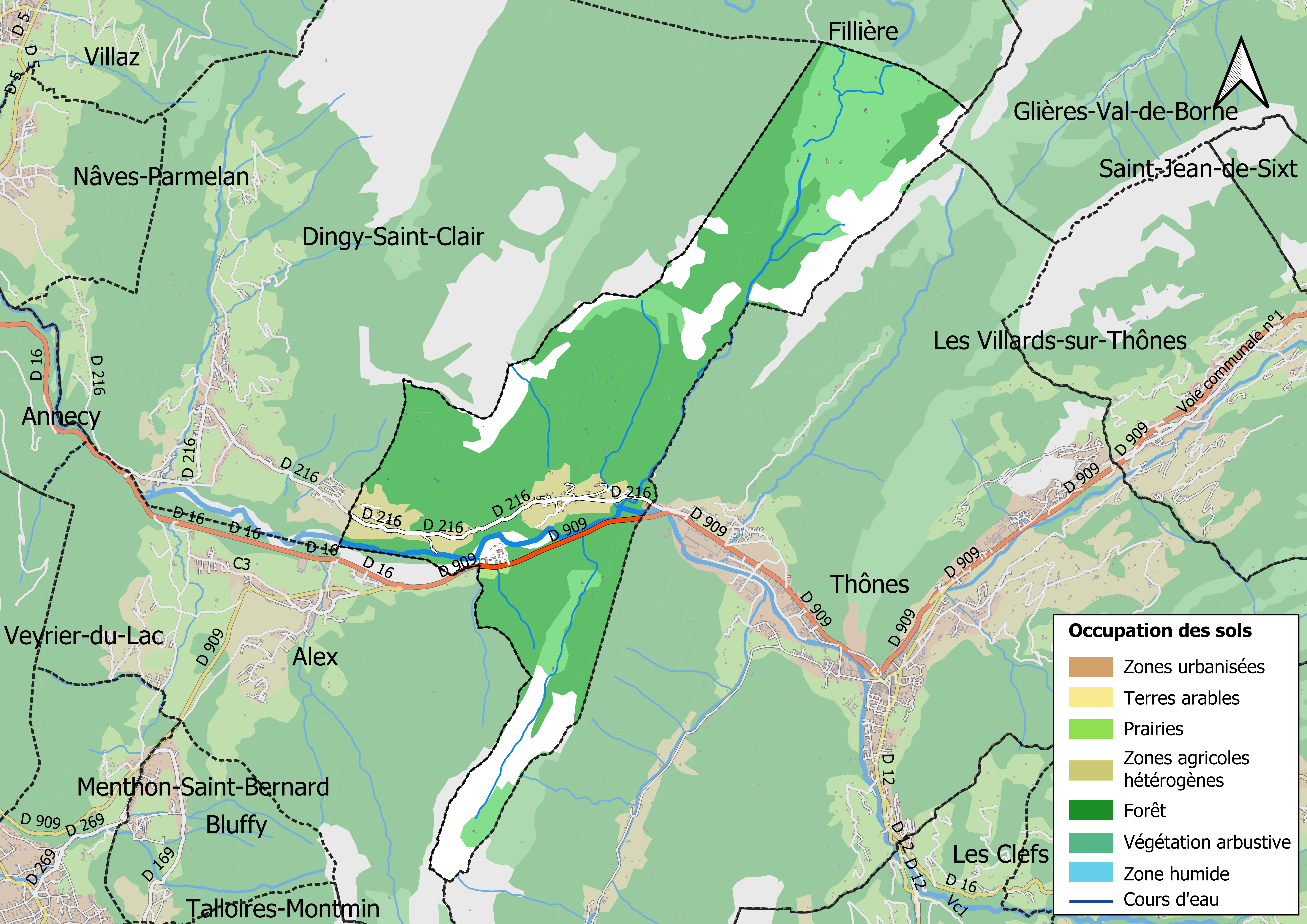
Kaart van de gemeente met de belangrijkste infrastructuur, bodemgebruik en omliggende gemeenten

## Demografie
Onderstaande figuur toont het verloop van het inwonertal (bron: INSEE-tellingen).